# Leyton House CG901
Leyton House CG901 – samochód Formuły 1, zaprojektowany przez Adriana Neweya dla zespołu Leyton House na sezon 1990. Od Grand Prix Francji ścigała się wersja B samochodu, przystosowana do silników Ilmor 2175A, których zespół miał używać w sezonie 1991. Kierowcami samochodu byli Maurício Gugelmin oraz Ivan Capelli.

## Konstrukcja
Model CG901 był trzecim samochodem zaprojektowanym przez Neweya.  Samochód był bardzo wąski i niewygodny dla kierowców, ponieważ Newey twierdził, że niedostatki silnika Judd należy nadrabiać aerodynamiką. Ponadto, nie posiadając wspomagania układu kierowniczego i kierownicę o średnicy 25 centymetrów, źle się nim skręcało. Nadwozie nie było wystarczająco sztywne, a samochód posiadał bardzo twarde zawieszenie, wskutek czego był bardzo czuły na wyboje. Innowacyjnym pomysłem zastosowanym w modelu był podniesiony nos, mający poprawić przepływ powietrza, co miało zwiększyć przyczepność.
Pierwsza wersja samochodu była nieudana, z uwagi na złą konstrukcję podłogi samochodu oraz dyfuzora. W Grand Prix Francji wprowadzono wersję B modelu, z nową podłogą i dyfuzorem. Wersja ta była znacznie bardziej udana, a Ivan Capelli prawie wygrał wyścig we Francji.

## Wyniki
| Legenda oznaczeń w tabelach wyników Wyświetl szablon na nowej stronie | Legenda oznaczeń w tabelach wyników Wyświetl szablon na nowej stronie                                                                     |
| Oznaczenie                                                            | Wyjaśnienie |
| --------------------------------------------------------------------- | --- |
| Złoty                                                                 | Zwycięzca lub mistrzostwo |
| Srebrny                                                               | 2. miejsce lub wicemistrzostwo |
| Brązowy                                                               | 3. miejsce lub II wicemistrzostwo |
| Zielony                                                               | Ukończył, punktował (w klasyfikacji generalnej, gdy zdobył co najmniej jeden punkt na przestrzeni sezonu, poza trzema powyższymi opcjami) |
| Niebieski                                                             | Ukończył, nie punktował (w klasyfikacji generalnej, gdy nie zdobył co najmniej jednego punktu na przestrzeni sezonu)                      |
| Czerwony                                                              | Nie zakwalifikował się (NZ) |
| Czerwony                                                              | Nie prekwalifikował się (NPK) |
| Różowy                                                                | Nie ukończył (NU) |
| Różowy                                                                | Niesklasyfikowany (NS) (w klasyfikacji generalnej, gdy nie został sklasyfikowany w żadnym wyścigu sezonu)                                 |
| Czarny                                                                | Zdyskwalifikowany (DK) |
| Czarny                                                                | Wykluczony (WYK/EX) |
| Biały                                                                 | Nie wystartował (NW) |
| Biały                                                                 | Kontuzjowany (K/INJ) |
| Biały                                                                 | Wyścig odwołany (OD/C) |
| Bez koloru                                                            | Został wycofany (WYC/WD) |
| Bez koloru                                                            | Nie przybył (NP/DNA) |
| Bez koloru                                                            | Nie brał udziału w treningach (NT/DNP) |
| Bez koloru                                                            | Nie został zgłoszony (–) |
| Pogrubienie                                                           | Start z pole position |
| Kursywa                                                               | Najszybsze okrążenie wyścigu |
| †                                                                     | Nie ukończył, ale jego rezultat został zaliczony ze względu na przejechanie więcej niż 90% dystansu wyścigu.                              |
| *                                                                     | Sezon w trakcie |
| 1/2/3                                                                 | Punktowana pozycja w sprincie kwalifikacyjnym                                                                                             |
| Lista systemów punktacji Formuły 1                                    | |

| Sezon | Zespół       | Silnik | Opony | Kierowcy          | 1   | 2   | 3   | 4   | 5   | 6   | 7   | 8   | 9   | 10  | 11  | 12  | 13  | 14  | 15  | 16  | Pkt. | Msc. |
| ----- | ------------ | ------ | ----- | ----------------- | --- | --- | --- | --- | --- | --- | --- | --- | --- | --- | --- | --- | --- | --- | --- | --- | ---- | ---- |
| 1990  | Leyton House | Judd   | G     |                   | USA | BRA | SMR | MCO | CND | MEX | FRA | GBR | DEU | HUN | BEL | ITA | POR | ESP | JPN | AUS | 7    | 7    |
| 1990  | Leyton House | Judd   | G     | Maurício Gugelmin | 14  | NZ  | NU  | NZ  | NZ  | NZ  | NU  | NW  | NU  | 8   | 6   | NU  | 12  | 8   | NU  | NU  | 7    | 7    |
| 1990  | Leyton House | Judd   | G     | Ivan Capelli      | NU  | NZ  | NU  | NU  | 10  | NZ  | 2   | NU  | 7   | NU  | 7   | NU  | NU  | NU  | NU  | NU  | 7    | 7    |